# Familiäre Dysautonomie
Die Familiäre Dysautonomie oder hereditäre sensible Neuropathie Typ III (auch Riley-Day-Syndrom) genannt, ist eine Erbkrankheit. Sie beeinträchtigt das vegetative Nervensystem.
Die Erkrankung wurde zuerst von Conrad Milton Riley und Richard Lawrence Day 1949 beschrieben. Sie ist autosomal rezessiv vererbbar und betrifft fast ausschließlich aschkenasische Juden: Jeder 30. aschkenasische Jude ist Träger der Krankheit. Forschungen werden unter anderem an der Fordham University in New York City und im Hadassah-Krankenhaus in Jerusalem durchgeführt.

## Symptome
Hauptmerkmale der Erkrankung sind fehlende Tränenflüssigkeit und die nicht bestehende Koordination des Verdauungssystems. Es können extreme Blutdruckschwankungen in kurzen Intervallen auftreten. Eine Hyp- und Analgesie mit Fehlen von Heiß- und Kaltempfinden können zu Folgeschäden führen, weil diese Schutzwirkungen fehlen. Kleinwuchs, Verkrümmungen der Wirbelsäule, Gangstörungen und Sprachschwierigkeiten treten gehäuft auf. Bereits im Säuglingsalter kommt es zu häufigem Verschlucken und Erbrechen.

## Therapie
Eine Therapie der genetischen Störung ist derzeit nicht möglich.  Die Symptome der Erkrankungen machen jedoch therapeutische Eingriffe notwendig. Bei ausgeprägten Fehlkoordinationen des Verdauungstraktes, wie häufiges Verschlucken, wird teilweise eine  perkutane endoskopische Gastrostomie (PEG) durchgeführt, eine künstliche Magensonde gelegt. Das Fehlen von Tränenflüssigkeit erfordert die regelmäßige Gabe von Augentropfen, um das Auge vor Austrocknung zu bewahren.

## Vorbeugung
Eltern können sich untersuchen lassen, ob sie Träger des Gendefekts sind.